# Lockheed L-1649 Starliner
Pour les articles homonymes, voir Starliner.
 (décembre 2019).
Si vous disposez d'ouvrages ou d'articles de référence ou si vous connaissez des sites web de qualité traitant du thème abordé ici, merci de compléter l'article en donnant les références utiles à sa vérifiabilité et en les liant à la section « Notes et références ».
Le Lockheed L-1649 Starliner est le dernier modèle d'avions de la série Lockheed Constellation. Propulsé par quatre moteurs Wright R-3350 TurboCompound, il a été construit à l'usine de Lockheed à Burbank, en Californie, de 1956 à 1958.

## Histoire
Le prototype du L-1649A a volé pour la première fois le 11 octobre 1956. (Le prototype [N1649] était la propriété de Lockheed jusqu'au début des années 1970, date à laquelle il a été vendu au Japon.) Le service aérien a commencé le 1er juin 1957 sur la Trans World Airlines (TWA) vol de New York à Londres et Francfort-sur-le-Main. TWA a appelé leurs L-1649 « Jetstreams » et les a fait voler sur des lignes nationales plus longues et sur des vols de New York vers l'Europe et au-delà.
Air France a acheté dix Starliners, elle était la seule compagnie aérienne à commercialiser l'avion par son nom (appelé « Super Starliner »). Les vols transatlantiques ont duré d'août 1957 à septembre 1960, date à laquelle le Boeing 707 a pris le relais. À partir d'avril 1958, des L-1649 d'Air France ont volé de Paris à Anchorage à Tokyo, mais ils n'ont pas été autorisés à voler vers la côte ouest des États-Unis. À l'été 1959, ils ont programmé 22 L-1649 sans escale par semaine d'Orly à Idlewild, dont quatre ont continué à Mexico ; deux L-1649 hebdomadaires ont volé d'Orly à Montréal pour Chicago Midway et vice-versa. Le vol bi-hebdomadaire ORY-ANC-TYO était prévu pour 30 h 45 min, contre 42 h 20 min pour le 1049G le plus rapide via l'Inde (et 32 h 00 min pour la BOAC's Comet de Londres à Tokyo via l'Inde). Le 10 mai 1961, le 
vol Air France 406 reliant Brazzaville à Paris s'écrase dans le Sahara algérien faisant 78 morts, très probablement à la suite d'un attentat à la bombe. C'est le plus meurtrier accident impliquant cet avion. 
La compagnie aérienne ouest-allemande Lufthansa en utilise également à partir de 1957 pour des vols Hambourg-New-York pouvant durer 17 h. Entre octobre 2023 et janvier 2025, elle en reconstitue un exemplaire - qui est non navigable - qui sera l'une des attractions principales du nouveau centre de conférences et de visiteurs du groupe Lufthansa à partir du printemps 2026.